# Dogocrazia
Dogocrazia è il quarto album in studio del gruppo musicale italiano Club Dogo, pubblicato il 5 giugno 2009 dalla Universal Music Group.

## Descrizione
Anticipato dal singolo Sgrilla, l'album contiene 15 tracce e vanta alcune collaborazioni con artisti della scena hip hop nazionale e non, quali J-Ax, Marracash e Kool G Rap. Debutta direttamente al 7º posto della classifica dei dischi più venduti in Italia. Le produzioni sono tutte di Don Joe, e le tracce 6, 13, 14 sono co-prodotte da Roberto "Roba" Baldi, il quale ha anche collaborato al missaggio del disco. Il mastering è invece stato effettuato a New York negli studi della Sterling Sound.

## Tracce
1. Droga Rap – 3:27
2. Sgrilla!! – 3:42
3. All'inferno – 3:41
4. Tanta roba – 4:02
5. Il mio mondo, le mie regole – 3:35
6. Brucia ancora (feat. J-Ax) – 4:11
7. Boing – 3:42
8. Meglio che morto (feat. Marracash) – 4:02
9. Richiamami domani – 3:41
10. Né fama, né soldi (feat. Terron Fabio) – 3:48
11. Gunz from Italy (feat. Kool G Rap) – 3:32
12. Amore infame – 3:47
13. Infamous Gang (feat. Infamous Mobb, Vincenzo da Via Anfossi, Montenero) – 4:20
14. Ragazzi fuori (feat. Karkadan) – 3:34
15. Sangue, Strass, Paillettes – 3:42

## Formazione
- Gué Pequeno – voce
- Jake La Furia – voce
- Don Joe – campionatore, programmazione, voce, produzione

## Classifiche
| Classifica (2009) | Posizione massima |
| ----------------- | ----------------- |
| Italia            | 7                 |